# Hemihyalea edwardsii
Hemihyalea edwardsii är en fjärilsart som beskrevs av Alpheus Spring Packard 1864. Hemihyalea edwardsii ingår i släktet Hemihyalea och familjen björnspinnare. Inga underarter finns listade i Catalogue of Life.